# (7147) Feijth
(7147) Feijth (4015 P-L) – planetoida z pasa głównego asteroid okrążająca Słońce w ciągu 3,78 lat w średniej odległości 2,43 j.a. Odkryta 24 września 1960 roku.